# 喜山点翅朱雀
又称点翅朱雀，为雀科朱雀属的鸟类。分布于印度、巴基斯坦、锡金以及中国大陆的西藏等地，多见于海拔2000-4500m 间、栖息于常绿阔叶林、针阔混交林或高山针叶林中、也见于高山草原和低灌丛以及或林缘小溪、竹丛中或山边旷野。该物种的模式产地在喜马拉雅山脉。
喜山点翅朱雀体重约23克，翼长约79.2毫米，嘴峰长约15.9毫米，喙宽度约7.9毫米，喙厚度约9.3毫米，跗蹠长约23.3毫米，尾长约63.6毫米。喜山点翅朱雀是部分迁徙的鸟类，其栖息在半开放的灌木丛中，食性为草食性，主要食物来源是植物的干果或种子。